# رآکتور APR-۱۴۰۰

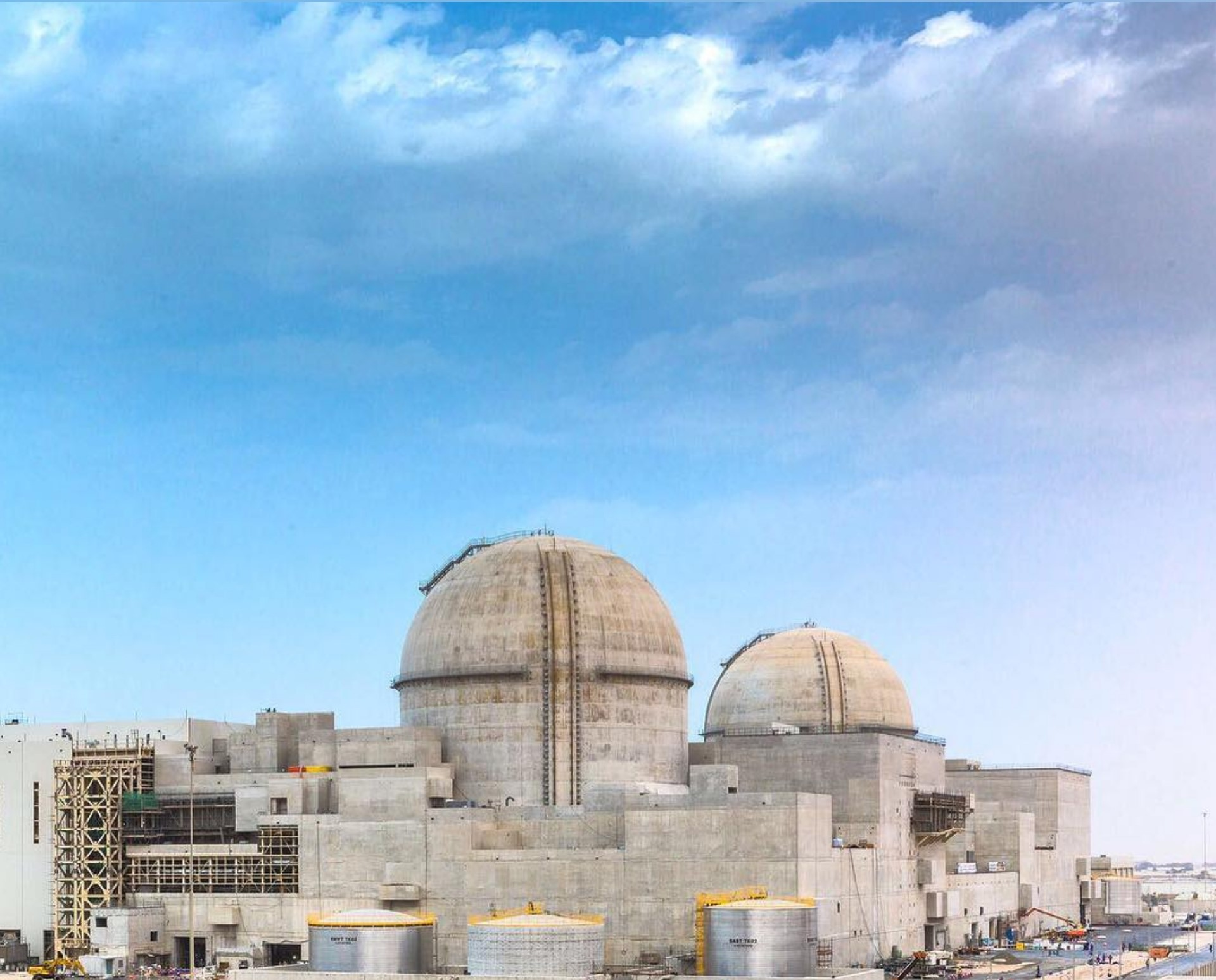
یکی از واحدهای نیروگاه هسته‌ای براکه درحال ساخت در سال

رآکتور APR-۱۴۰۰ (کوتاه‌شده عبارت Advanced Power Reactor) راکتور هسته‌ای از نوع رآکتور آب‌سبک آب فشرده پیشرفته با ظرفیت تولید ۱۴۰۰ مگاوات که توسط شرکت برق کره (KEPCO) طراحی شده‌است. این رآکتور در واقع نسل جدید رآکتور کره‌ای KNGR و نسل سوم رآکتور OPR-1000 است.
طراحی رآکتور APR-1400 در سال ۱۹۹۲ شروع شد و در مه ۲۰۰۲ موفق به اخذ گواهینامه‌های ایمنی هسته‌ای از سوی مؤسسه کره‌ای شد. درخواست صدور گواهینامه به منظور تعیین مطابقت با الزامات عمومی ایمنی ایالات متحده آمریکا در دسامبر ۲۰۱۴ و مارس ۲۰۱۵ ارائه شد.
در حال حاضر ۷ واحد از این نوع رآکتور در حال ساخت است که ۴ واحد در نیروگاه براکه امارات متحده عربی و ۴ واحد در کره جنوبی قرار دارد؛ ۲ واحد در نیروگاه هسته‌ای هانول و ۲ واحد در نیروگاه در شین کوری. ۳ واحد از آن‌ها در دست ساخت برای شروع عملیاتی شدن هستند؛ یکی در نیروگاه براکه و ۲ تا در نیروگاه شین کوری.

## جستارهای مربوطه
- نیروگاه هسته‌ای براکه
- رآکتور VVER
- رآکتور کاندو
- رآکتور آب‌سبک
- رآکتور آب فشرده
- حذف تدریجی انرژی هسته‌ای